# Dagur Sigurðsson

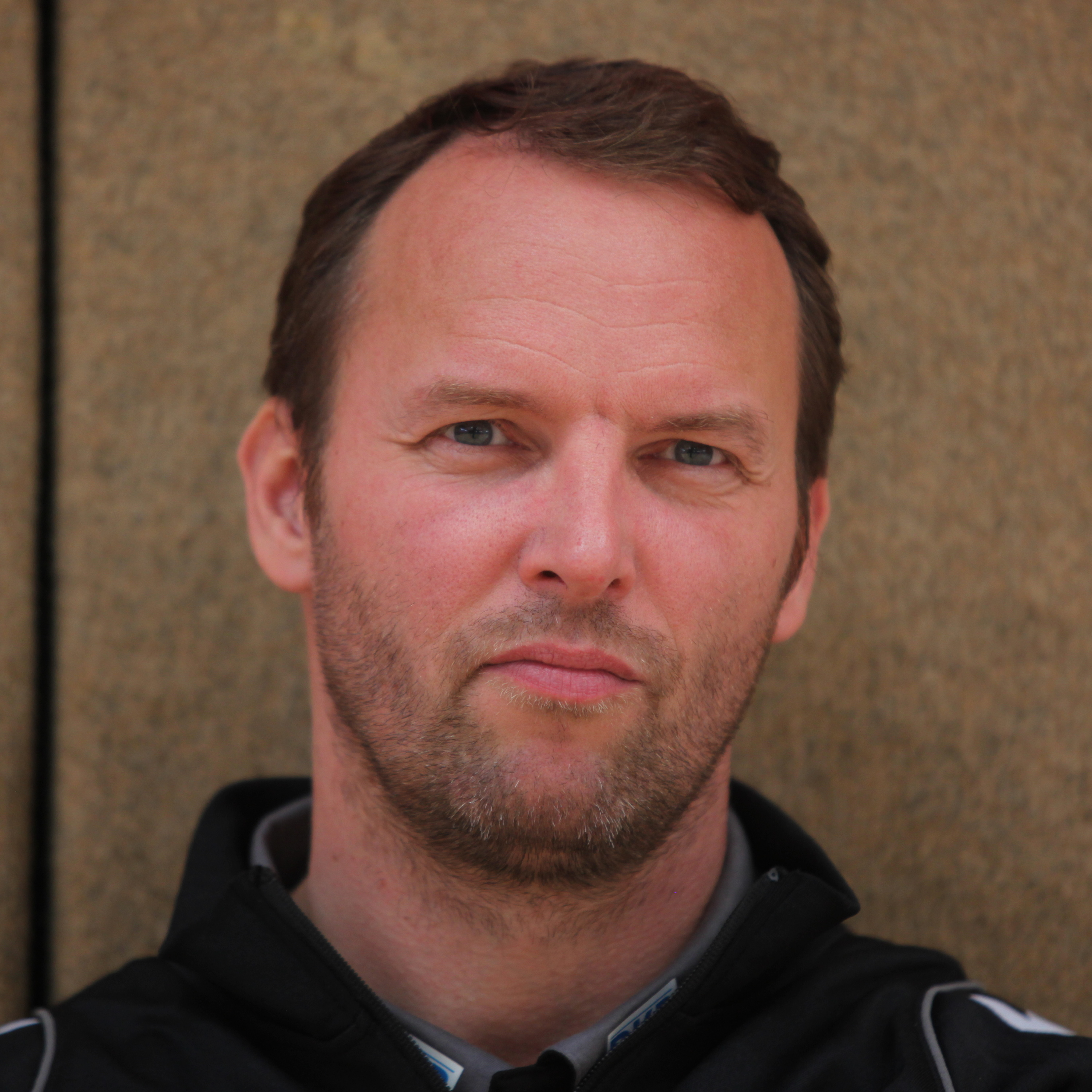
Dagur Sigurðsson 2014.

Dagur Sigurðsson (IPA: /ˈtaɣʏːr̥ ˈsɪɣʏrˌsɔn/), född 3 april 1973 i Reykjavik, är en isländsk handbollstränare och före detta handbollsspelare. Han är högerhänt och spelade i anfall som mittnia. Hans största meriter är EM-guld 2016 och OS-brons samma år som förbundskapten för Tysklands herrlandslag.

## Lag

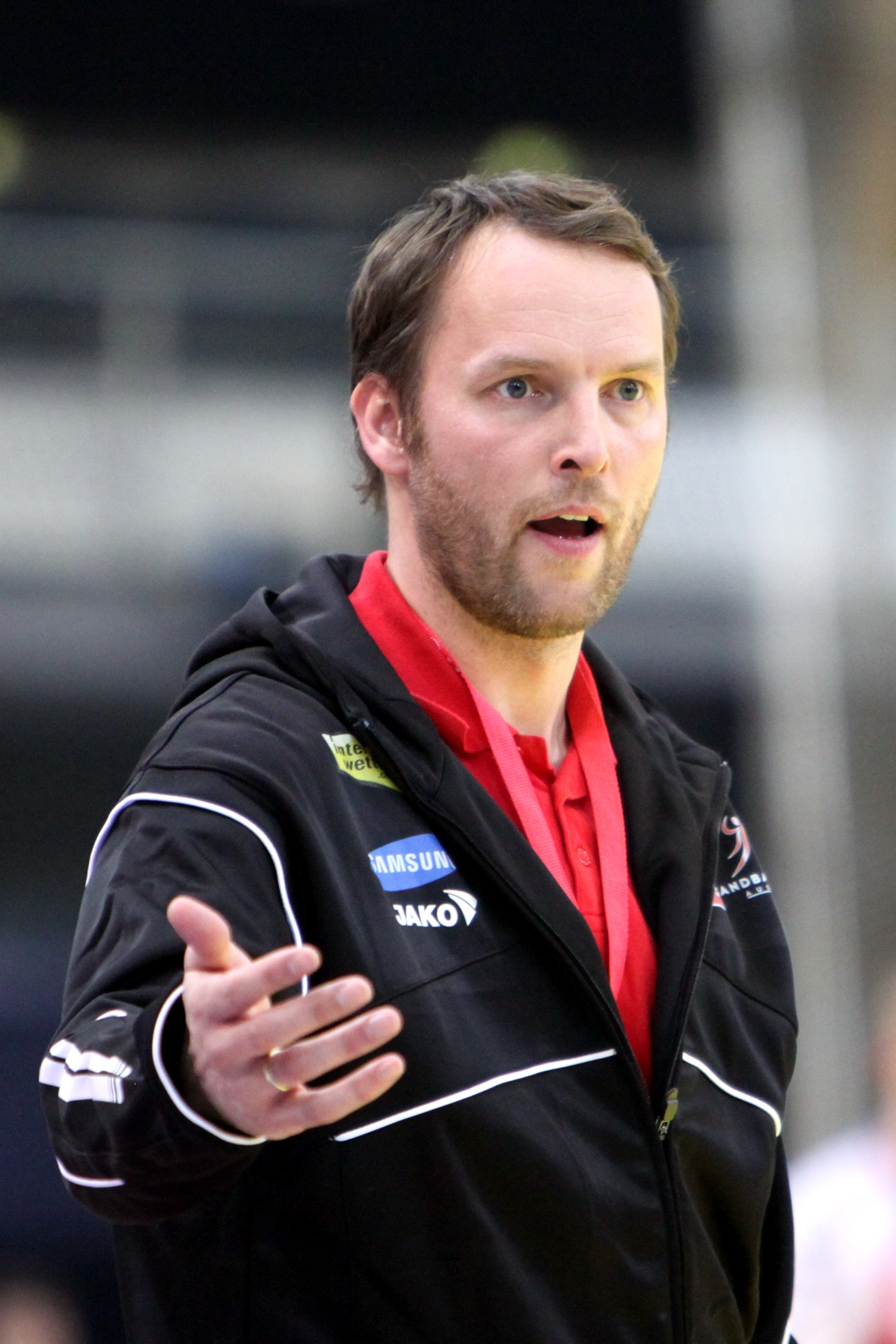
Dagur Sigurðsson 2010.

### Som spelare
- Valur (–1996)
- LTV Wuppertal (1996–2000)
- Wakunaga Leolic (2000–2003)
- A1 Bregenz (2003–2007)

### Som tränare
- Wakunaga Leolic (2000–2003, spelande tränare)
- A1 Bregenz (2003–2007, spelande tränare)
- Österrikes herrlandslag (2008–2010)
- Füchse Berlin (2009–2015)
- Tysklands herrlandslag (2014–2017)
- Japans herrlandslag (2017–)